# Phaalguna
Phaalguna is de twaalfde maand van de hindoekalender. Phalguna begint volgens de westerse kalender tussen 20 februari en 21 maart, afhankelijk van de maanstand en wanneer de zon zich in het sterrenbeeld Waterman begeeft. Phaalguna is ook bekend als Falgun. In de maand phaalguna worden Bastantpanchami, Shivaratri, (nacht van Shiva), holikadahan en holi gevierd.